# DNF (software)
DNF o Dandified Yum è la nuova generazione di Yellow dog Updater, Modified, un software gestore di pacchetti per distribuzioni Linux basate su RPM. DNF è stato introdotto in Fedora 18, ed è diventato il gestore di pacchetti predefinito dalla versione 22.
Alcuni problemi di YUM, che DNF avrebbe risolto, sono la scarsa performance, l'alto uso di memoria, e la lentezza della sua risoluzione di dipendenze iterativa. DNF usa libsolv, un risolutore di dipendenze esterno.
Secondo quanto previsto, DNF5 sarà disponibile a partire dalla versione 41 di Fedora, data prevista per fine 2024.